# Ateleute minusculae
Ateleute minusculae är en stekelart som först beskrevs av Tohru Uchida 1955.  Ateleute minusculae ingår i släktet Ateleute och familjen brokparasitsteklar. Inga underarter finns listade.